# Oud Korinthe

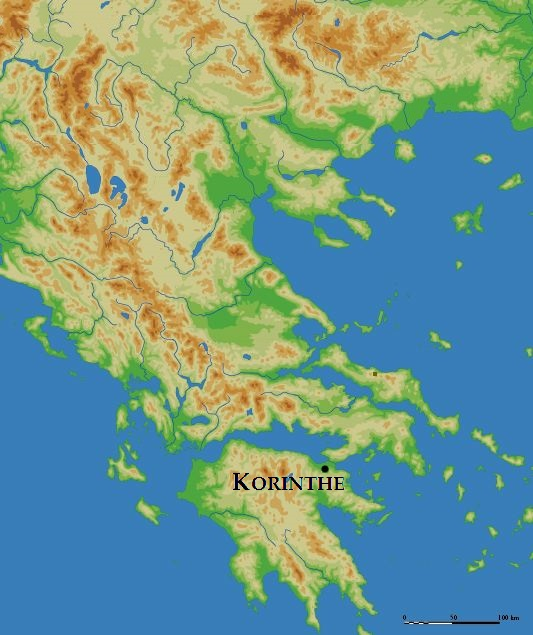
Locatie van Korinthe.

Het oude Korinthe (Oudgrieks: ἡ Κόρινθος)  was een polis, en de volkrijkste en belangrijkste handelsstad van geheel Hellas.

## Algemeen
De stad, uitmuntend door haar gunstige ligging tussen twee zeeën, telde 300.000 inwoners, met de fraaie bron Pirene (waar Bellerophon de weerspannige Pegasus zou hebben bedwongen), die op een hoogte van 1700 voet boven de oppervlakte van de zee ontspringt. Later werd hier door keizer Hadrianus een waterleiding uit het Stymphalische meer in Arcadië aangelegd.
Door zijn akropolis Akrokorinthos ten zuiden was Korinthe, benevens Magnesia en Chalcis een van de drie bolwerken (πέδαι) van Griekenland.
De stad, die in 146 v.Chr. door de Romeinen werd verwoest, zou later worden herbouwd. Weinig weten wij van de plaatselijke gesteldheid van de oude stad. Een tal van prachtige, bijzondere en openbare gebouwen versierden de stad, waar Athene zelfs voor moest onderdoen, maar weelde, zwelgerij en zedenbederf werden snel heersende ondeugden.

## Omgeving

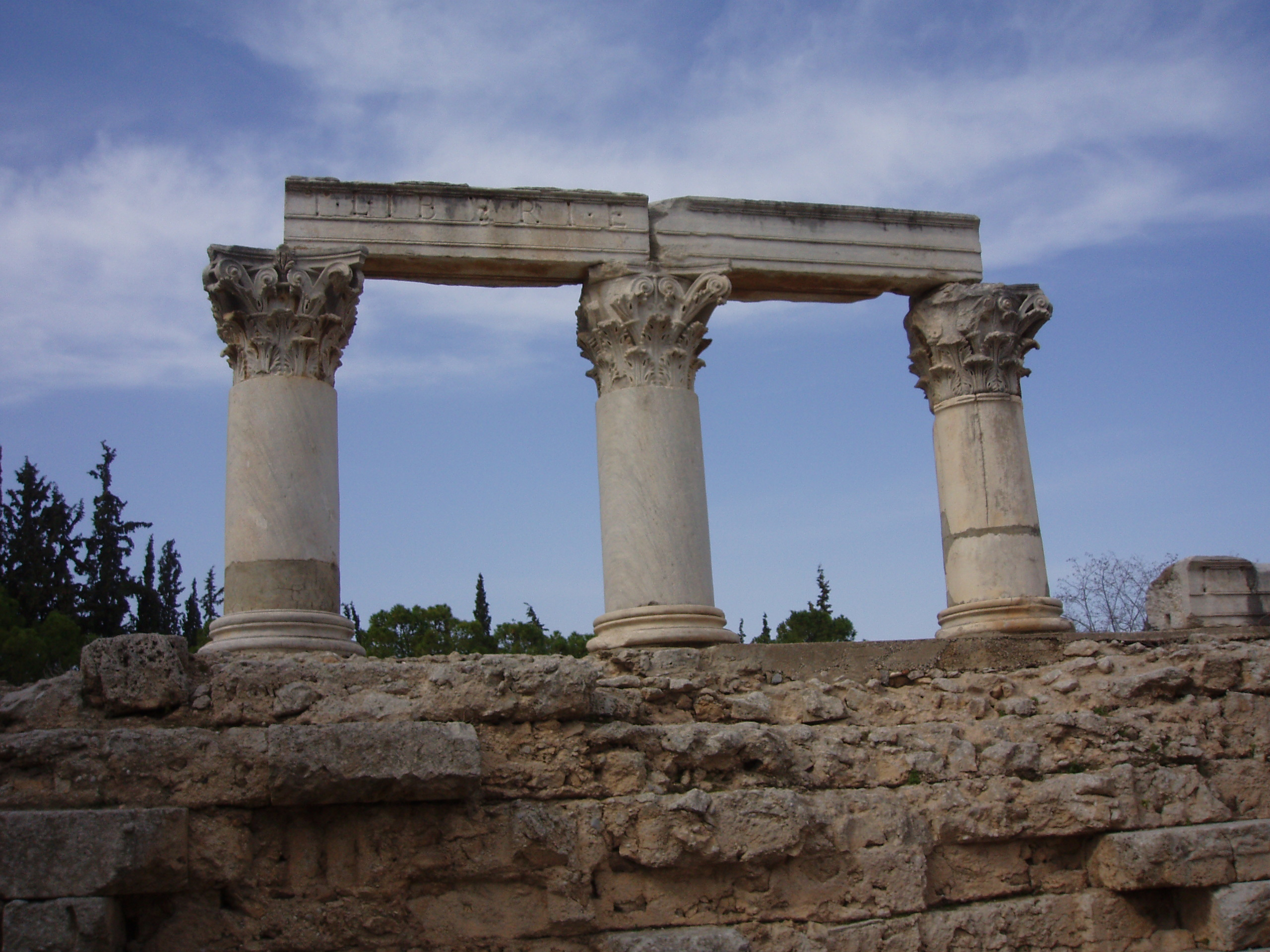
Restanten van Korinthische zuilen in het Oude Korinthe.

Kostbaar vaatwerk, het Korinthische metaal, de Korinthische, met acanthusbladeren versierde zuilen (door Callimachus ingevoerd, zie Korinthische orde), de pracht van de sierlijke gevels van de tempels. Dit alles zijn uitvindingen van de Korinthiërs. Schilder- en beeldhouwkunst werden hier naast metaalgieterij beoefend.
Ten noorden van de stad op een afstand van 12 stadiën door een dubbele muur daarmee verbonden lag aan de Korinthische Golf de haven Lechaion (Λέχαιον), met een aangelegde, tegenwoordig verzande havenkom. Op de weg daarheen stond het gedenkteken van Diogenes. Nabij de stad lag namelijk het cipressenbos Craneum, waar de wijsgeer Diogenes van Sinope zijn zomerverblijf hield. Aan de Saronische Golf lag de oostelijke haven Kegchreai (Κεγχρεαί; huidige Kakhries), dicht daarbij thermen (θερμαί) met warme zoutbronnen, die ook Reitoi (Ῥεῖτοι) of “bad van Helena” heetten, en het vlek Solygeia (Σολυγεία). Ten zuiden van Korinthe lag Tenea (Τενέα), de geboorteplaats van Cypselus.

## Tempels

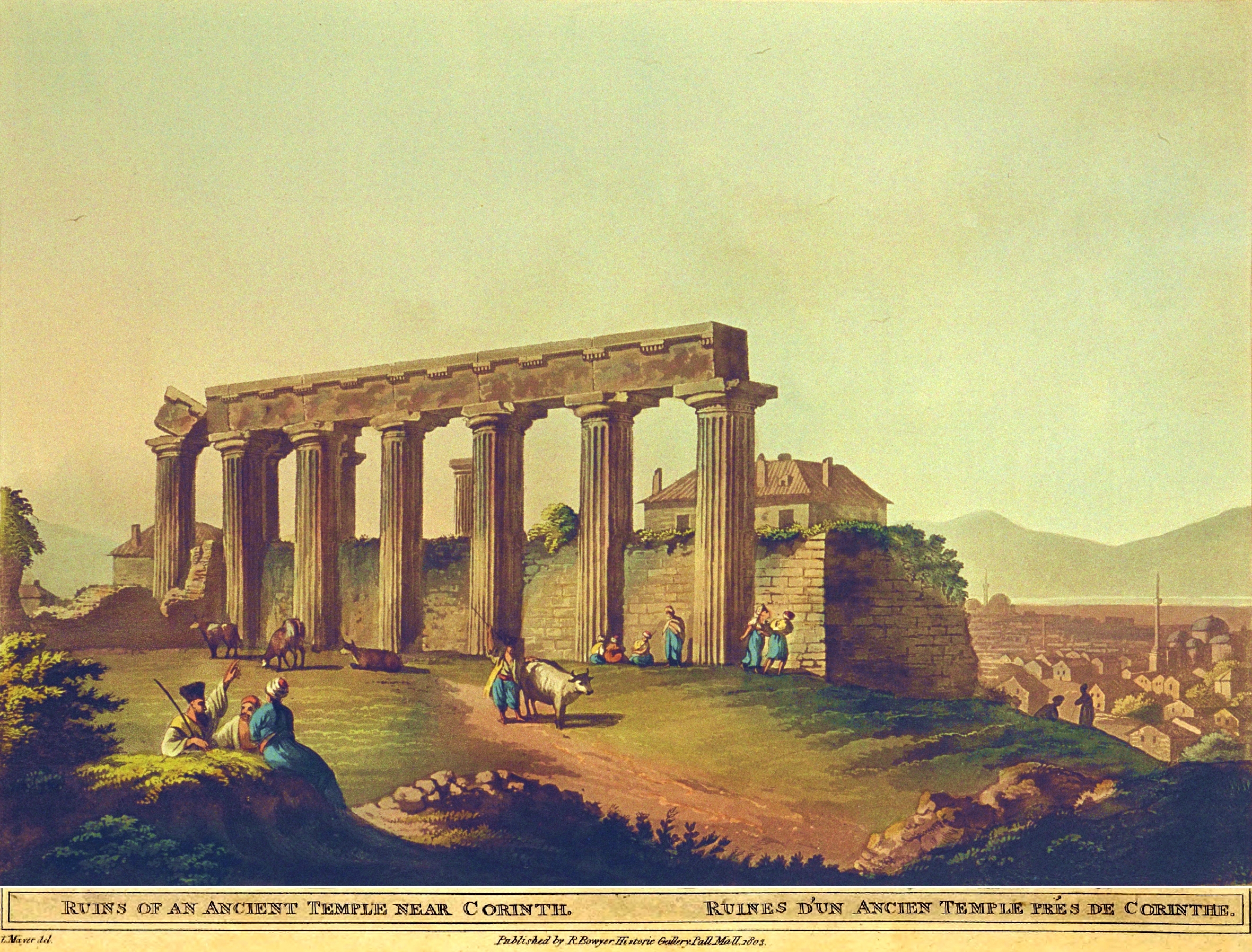
Apollotempel Korinthe, Views in the Ottoman Empire, 1803

Bij de tempel van Aphrodite bevonden zich 1.000 hiërodulen (ἱερόδουλαι), “de gedienstige meisjes, de dienaressen van de Overreding in het rijke Korinthe”, en niet voor ieder was een reis naar Korinthe raadzaam: οὐ παντὸς ἀνδρὸς ἐς Κόρινθον ἔσθ’ ὁ πλοῦς ("een reis naar Korinthe is niet voor elke man (geschikt)"). De slavinnen werden meestal opgekocht door de tempel zelf en hierdoor werden talrijke meisjes als slavin gekocht op de markt. Er waren er echter ook die door schenkingen in het bezit van de tempel kwamen. Zo had de atleet Xenophon van Korinthe honderd meisjes geschonken aan Aphrodite na zijn overwinning.
In de nabijheid van de havenstad Schoinous (Σχοίνους, huidige Kalamaki) werden op de Isthmus, bij het heiligdom van Poseidon, de Isthmische Spelen gevierd. Daar vindt men nog belangrijke overblijfsels van de tempel, het theater en stadium.

## Geschiedenis

### Mythologische voorgeschiedenis
Buiten de Isthmus vond men Sidous (Σιδοῦς) en Krommyon (Κρομμύων), waar Theseus het grote zwijn, de moeder van het Calydonische everzwijn, zou hebben geveld. Op de westkust Oenoë (Οἰνόη). Voor de Dorische volksverhuizing hadden in Korinthe eerst de Sisyphiden geheerst, ten tijde van de Trojaanse Oorlog behoorde het aphneios Korinthos (ἀφνειός Κόρινθος) tot Mykene. Bij de verdeling verkreeg Aletes, achterkleinzoon van Herakles, het land.

### Van oligarchie naar tyrannie en terug

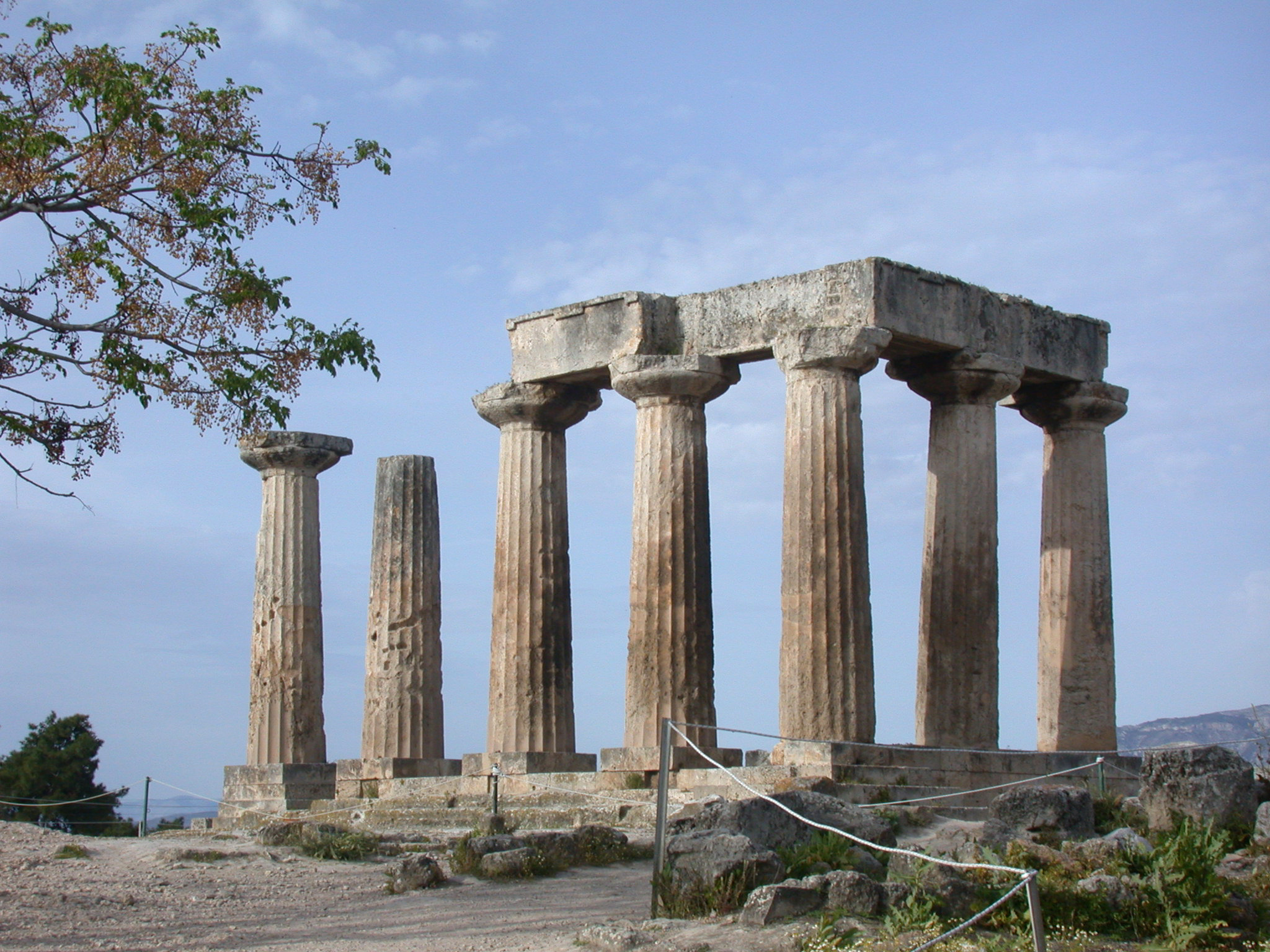
Restanten van de Apollotempel van Korinthe.

Rond 955 v.Chr. maakte de familie van Bacchis (Bacchiadae) zich van de heerschappij meester, totdat  na een oligarchisch bestuur van bijna drie eeuwen de van liefde voor de kunst blakende Cypselus (van moederszijde een Bacchiade) in 657 v.Chr. de oligarchie van de Bacchiaden ten val bracht en zich tot tyrannos verhief. Hij zou in 650 v.Chr. opdracht geven een Apollon- en Poseidontempel te bouwen. Maar reeds na de regering van zijn zoon Periander (627-585 v.Chr.) werd diens neef Psammetichus van de troon gestoten en een republikeinse staatsregeling ingevoerd.
Tijdens de Peloponnesische Oorlog verviel ook de zeemacht van Korinthe, hetwelk zich in de loop van tijd bij de Macedoniërs aansloot en eindelijk ten gevolge van haar deelname aan de Achaeïsche Bond door de Romeinen werd ingenomen en verwoest (146 v.Chr.).
Nadat Lucius Mummius Achaicus in 146 v.Chr. de stad had verwoest, lag zij meer dan honderd jaren in puin. Zij werd uiteindelijk door Julius Caesar herbouwd en kwam weer, hoewel niet als vroeger, tot bloei.